# Ili (autonomní kraj)
Kazašský autonomní kraj Ili (čínsky v českém přepisu I-li Cha-sa-kche c’-č’-čou, pchin-jinem Yīlí Hāsàkè Zìzhìzhōu, znaky 伊犁哈萨克自治州) je autonomní kraj v Čínské lidové republice. Leží na severu autonomní oblasti Sin-ťiang, na hranici s Kazachstánem a Mongolskem. Má rozlohu zhruba 266 tisíc čtverečních kilometrů a žije v něm více než 4,5 milionu obyvatel, přičemž Kazachů je zhruba 27 %, Ujgurů  18 %,  a etnickou většinou jsou s přibližně 40 % Chanové. Správním střediskem je Kuldža (čínsky I-ning), pouze v letech 1975–1979 správa kraje sídlila v Kchuej-tchunu.

## Historie
Kazašský autonomní kraj Ili vznikl roku 1954 jako administrativní celek zahrnující prefektury Ili, Tcha-čcheng a Altaj. Následujícího roku byla prefektura Ili zrušena a její okresy přímo podřízeny správě kraje. Prefektura Ili byla obnovena v letech 1975–1979 a 1985–2001.

## Administrativní členění
Autonomní kraj Ili se člení na dvě prefektury a jedenáct celků okresní úrovně, a sice tři městské okresy, sedm okresů a jeden autonomní okres.
| Autonomní kraj Ili: přímo spravované celky okresní úrovně prefektura Tcha-čcheng prefektura Altaj |                                      |                                        |                       |                    |                                  |
| Přímo spravované celky okresní úrovně: městský okres · Kuldža městský okres · Kchuej-tchun městský okres · Korgas okres · Kuldža okres · Chuo-čcheng okres · Toghiztarau okres · Kunes okres · Monggholküre okres · Tekes okres · Nylqy autonomní okres · Čapčal |                                      |                                        |                       |                    |                                  |
| Název | Název                                | Název                                  | Počet obyvatel (2020) | Rozloha km² (2020) | Hustota zalidnění (obyv. na km²) |
| čínsky: český přepis znaky | ujgursky: český přepis arabské písmo | kazašsky: český přepis arabské písmo   | Počet obyvatel (2020) | Rozloha km² (2020) | Hustota zalidnění (obyv. na km²) |
| Prefektury |                                      |                                        |                       |                    |                                  |
| A-le-tchaj 阿勒泰 | Altaj ئالتاي ۋىلايىتى‎‎‎                | Altaj التاي                            | 648 173               | 116 840            | 6                                |
| Tcha-čcheng 塔城 | Tarbaghataj تارباغاتاي ۋىلايىتى‎‎      | Tarbaghataj تارباعاتاي                 | 1 108 747             | 94 531             | 12                               |
| Městské okresy |                                      |                                        |                       |                    |                                  |
| I-ning 伊宁市 | Ghuldža غۇلجا‎‎                        | Kuldža قۇلجا                           | 778 047               | 617                | 1 262                            |
| Kchuej-tchun 奎屯市 | Küjtun كۈيتۇن شەھىرى‎‎                 | Qojtun كۇيتىڭ قالاسى                   | 229 122               | 785                | 292                              |
| Korgas/Chuo-er-kuo-s’ 霍尔果斯市 | Qorghas قورغاس شەھىرى‎‎                | Qorghas قورعاس قالاسى                  | 71 466                | 1 675              | 43                               |
| Okresy |                                      |                                        |                       |                    |                                  |
| I-ning 伊宁县 | Ghuldža غۇلجا ناھىيىسى‎               | Kuldža قۇلجا اۋدانى                    | 365 307               | 4 097              | 89                               |
| Chuo-čcheng 霍城县 | Qorghas قورغاس ناھىيىسى‎‎              | Qorghas قورعاس اۋدانى                  | 243 303               | 3 027              | 80                               |
| Kung-liou 巩留县 | Toqquztara توققۇزتارا ناھىيىسى‎‎       | Toghiztarau توعىزتاراۋ اۋدانى          | 175 766               | 4 116              | 43                               |
| Sin-jüan 新源县 | Künäs كۈنەس ناھىيىسى‎                 | Kunes كۇنەس اۋدانى                     | 306 525               | 7 401              | 41                               |
| Čao-su 昭苏县 | Mongghulkürä موڭغۇلكۈرە ناھىيىسى‎     | Monggholküre موڭعۇلكۇرە اۋدانى         | 146 887               | 10 409             | 14                               |
| Tche-kche-s’ 特克斯县 | Tekäs تېكەس ناھىيىسى‎                 | Tekes تەكەس اۋدانى                     | 148 945               | 8 081              | 18                               |
| Ni-le-kche 尼勒克县 | Nilqa نىلقا ناھىيسى‎                  | Nylqy نىلقى اۋدانى                     | 155 737               | 10 696             | 15                               |
| Autonomní okres (šivejský) |                                      |                                        |                       |                    |                                  |
| Čcha-pu-čcha-er 察布查尔锡伯自治县 | Čapčal چاپچال شىبە ئاپتونوم ناھىيىسى‎ | Šapšal شاپشال سىبە اۆتونوميالىق اۋدانى | 157 764               | 3 788              | 42                               |
| |                                      |                                        |                       |                    |                                  |
| Celkem | Celkem                               | Celkem                                 | 4 535 789             | 266 061            | 17                               |